# Centrum budoucnosti letecké dopravy
Centrum budoucnosti letecké dopravy je letecké muzeum a vzdělávací centrum na severozápadním konci Painova letiště ve městě Mukilteo v americkém státě Washington. Jedná se také o počáteční bod Boeing Tour, která provádí návštěvníky částí nedaleké továrny společnosti Boeing, kde jsou vyráběna její nejnovější letadla. Dále se zde nachází sídlo Nadace letecké budoucnosti, neziskové organizace provozující muzeum a zapojující se do celosvětového vzdělávání.
V muzeu se nachází 2 600 m² rozlehlá galerie se statickými i interaktivními exponáty, divadlo s kapacitou 240 diváků, kavárna a obchody.

## Centrum budoucnosti letecké dopravy

### Původ
Centrum je výsledkem partnerství mezi společností Boeing, Nadací letecké budoucnosti, Správou veřejných objektů okresu Snohomish a Letiště okresu Snohomish. Projekt stál 23 milionů dolarů a byl uveden do provozu v prosinci 2005, kdy bylo otevřeno muzeum. Nadace letecké budoucnosti, která je neziskovou organizací, provozuje celé centrum a vlastní jeho sbírku. Její misí je vzdělávat, bavit, zapojovat se do globální komunity a inspirovat k inovacím.

### Exponáty
Do sbírky centra patří:
- Porovnání trupů letadel Boeing 707 a Boeing 787
- Videa, prezentace a modely prezentující historii osobní letecké dopravy v letadlech Boeing 707 až 787
- Pravý kokpit letadla Boeing 727 přístupný návštěvníkům s možností ovládání
- Různá letadla v pravém měřítku zavěšená za strop muzea
- Části tryskových letadel, včetně motorů, přistávacích kol, části trupů a zadních křídel od různých výrobců
- Letový simulátor X-15
- Vzdělávací prostory pojednávající o vnitřních procesech v letadlech
- Videa a informace o pilotních kabinách různých Boeingů
- Videa a exempláře pojednávající o historii tryskových letadel a aerolinek, které je používaly
- Možnost navrhnout a namalovat vlastní letadlo
- Dětský koutek
- Pozorovací patro s výhledy na továrnu, Painovo letiště a odstavená letadla v okolí centra

## Boeing Tour
Boeing Tour umožňuje návštěvníkům zhlédnout letadla v továrně Boeing Everett Factory ve všech etapách stavby a testů. Momentálně se v továrně vyrábí letadla Boeing 747, Boeing 767, Boeing 777 a Boeing 787. Do exkurze patří také hlavní budova továrny, která drží světový rekord ve velikosti budovy podle objemu s 13,3 miliony m³ a rozlohou 398 000 m².
Tour měla své vlastní centrum hned vedle továrny, to ale bylo při postavení muzea v prosinci 2005 uzavřeno.

## Obchody
Před začátkem exkurze Boeing Tour se nachází obchod Boeing Store prodávající různé věci spojené se společností Boeing. Vedle něj se nachází samostatný obchod Budoucnosti letecké dopravy, který prodává také místní suvenýry a potraviny. Na druhé straně haly centra se nachází rovněž malá kavárna.